# Kavkaski zarobljenik (poema)
Kavkaski zarobljenik – prva iz ciklusa južnih bajronovskih poema Puškina. Započeo ju je pisati u Gurzufu, a dovršio 20. veljače 1821. u gradu Kamenki (tada imanju Vasilija Davidova).
Kavkaski zarobljenik, zajedno sa sljedećom poemom,  Bahčisarajskom česmom, bilo je njegovo najpopularnije djelo.